# Oireachtas
Az Oireachtas (IPA: [ɛɾʲaxt̪ˠəsˠ]), amit néha Oireachtas Éireann néven emlegetnek, Írország kétkamarás parlamentje, melynek a következők a felépítőelemei:
- Az Uachtarán
- Írország parlamentje (Oireachtas)
  - Dáil Éireann (alsóház)
  - Seanad Éireann (felsőház)

Az Oireachtas a dublini Leinster Házban, egy tizennyolcadik századi hercegi palotában ülésezik.

## Hatáskörei

### Kizárólagos jogkörei
- A jogalkotásban, beleértve a Dáil-ra ruházott hatáskört a költségvetéssel kapcsolatos pénzügyi határozatok jóváhagyására. Korlátozott törvényhozási jogkör átruházása más szervekre, például a kormány minisztereire.[2]
- Alárendelt törvényhozás(ok) létrehozásában.
- Javaslatot tenni az alkotmány módosítására (a Dáilban kell kezdeményezni), ezután arról népszavazást kell kiírni.
- Egy hadsereg felállításában.
- Nemzetközi megállapodások ír törvényekbe történő bedolgozásában
- Rendkívüli állapot esetén szinte bármilyen törvény életbe léptetésében

### Jogkörök, melyben az Oireachtas nem részesül
- A törvények érvénytelenek, amennyiben ellentmondanak az alkotmánynak.
- Konfliktus esetén az uniós jog elsőbbséget élvez.
- Az Oireachtas nem minősítheti visszamenőleg bűncselekménnyé azokat a cselekményeket, amelyek elkövetésük időpontjában nem voltak jogellenesek.
- Az Oireachtas nem hozhat olyan törvényt, amely halálbüntetés kiszabását írja elő, még rendkívüli állapot idején sem.

## Bizottságai
- Mezőgazdasági és Tengerészeti Bizottság
- Gyermekügyi, Fogyatékosságügyi, Esélyegyenlőségi és Integrációs Bizottság
- Éghajlatpolitikai Bizottság
- Oktatási, Felsőoktatási, Kutatási, Innovációs és Tudományos Bizottság
- Vállalkozásügyi, Kereskedelmi és Foglalkoztatási Bizottság
- Európai Uniós Ügyek Bizottsága
- Pénzügyi, Közkiadások, Reform és Taoiseach-kel kapcsolatos ügyekért felelős Bizottság
- Külügyi és Védelmi Bizottság
- Egészségügyi Bizottság
- Lakásügyi, Önkormányzati és Örökségvédelmi Bizottság
- A nagypénteki megállapodás végrehajtásával foglalkozó Bizottság
- Igazságügyi Bizottság
- Média, Idegenforgalmi, Művészeti, Kulturális, Sport és Gaeltacht Bizottság
- Szociális védelmi, Közösségi és Vidék és szigetfejlesztési Bizottság
- Közlekedési és Hírközlési Hálózati Bizottság
- Bizottsági elnökök munkacsoportja

## Fordítás
Ez a szócikk részben vagy egészben  az   Oireachtas című angol Wikipédia-szócikk ezen változatának fordításán alapul.  Az eredeti cikk szerkesztőit annak laptörténete sorolja fel. Ez a jelzés csupán a megfogalmazás eredetét és a szerzői jogokat jelzi, nem szolgál a cikkben szereplő információk forrásmegjelöléseként.